# Jacob Slagter
Jacob Slagter (Kollum, 1958) is een Nederlands hoornist en dirigent. Hij was van 1985 tot 2008 solohoornist van het Koninklijk Concertgebouworkest.

## Opleiding
Slagter studeerde aanvankelijk aan de Muziekpedagogische academie in Leeuwarden, en later aan het Koninklijk Conservatorium in Den Haag bij Oldrich Milek.

## Activiteiten
Al op zijn 14e soleerde hij bij het Noord Nederlands Orkest. Hij speelt in het Koninklijk Concertgebouworkest sinds 1981. Van 1985 tot 2007 was hij een van de twee solohoornisten. Hij speelde onder leiding van dirigenten als Bernard Haitink, Nikolaus Harnoncourt, Wolfgang Sawallisch en Riccardo Chailly. Slagter is ook actief als kamermusicus. Hij maakt deel uit ven het Fodor-kwintet (een blaaskwintet) en hij werkte samen met Emmy Verhey en Jaap van Zweden. Slagter is hoofdvakdocent hoorn aan het Conservatorium van Amsterdam. Cd-opnamen maakte hij onder andere van de hoornconcerten van Mozart.
Als dirigent leidde Slagter concerten van onder andere het Noord Nederlands Orkest, het Gelders Orkest en Holland Symfonia. Slagter is chef-dirigent van het Nederlands Fanfare Orkest en Het Orkest Amsterdam.

## Prijzen en onderscheidingen
In 1988 werd Slagter de Nederlandse Muziekprijs toegekend. In zijn studietijd won hij prijzen op concoursen in Praag en Luxemburg.